# Caixa (instrumento musical)
Caixa, caixa-de-guerra (do original em inglês war snare) ou caixeta clara é um instrumento musical percussivo bi-membranofone (duas peles distendidas) da família do tambor percutido, composto por: um corpo cilíndrico de pequena seção (caixa rasa de 10~15 cm); com duas peles de alta sensibilidade a batida, fixadas por meio de aros metálicos, e; esteira de metal constituída por pequenas molas, em contato com a pele inferior, que vibra após a pele superior ser percutida, produzindo um som característico das marchas militares.
Piccolo, tarol ou tarola (do original em inglês snare drum ou shallow snare drum: "tambor de caixa rasa") é um instrumento bimembranofone da família da caixa, com afinação um pouco mais aguda e som mais nítido, devido a ter um corpo com seção menor, e apresenta esteiras em ambas as peles. Popularmente distingue-se o tarol da caixa pelo formato do corpo; onde o tarol tem geralmente uma distância menor das membranas, em torno dos 10 cm, e a caixa pode ter acima de 15 cm.
De uma maneira geral, e dependendo dos modelos, a esteira pode ser afastada da pele inferior mediante uma alavanca, permitindo também a execução de ritmos sem a presença do som repicado.
A caixa é um elemento essencial: na formação da bateria musical, na ala de bateria das agremiações carnavalescas (escolas de samba) e, na banda militar.
O instrumento normalmente é tocando com uso de baquetas (do italiano bacchetta ou bacchio), um objeto em forma de pequeno bastão, e com uma das extremidades arredondadas usada para percutir, fabricado principalmente de madeiras ou fibras. Existem padrões do músico baterista/percussionista segurarem as baquetas em suas mãos, chamados de grip ou pegada. Existem sete tipos de manuseio: traditional grip, matched, french, american, german, ancient, overhand; as fundamentais são a traditional e a matched.

## História
O militarismo foi um meio onde os tambores e sua linguagem se desenvolveram rapidamente, particularmente na Europa. Dentre os instrumentos de percussão, a caixa se destaca pela sua função, por ter uma sonoridade penetrante e bem audível é associada às diversas chamadas da tropa através de ritmos durante combate ou em exercícios militares.
Historicamente, os tambores do tipo caixa, provavelmente descendem de um tambor medieval chamado Tabor, usado pela primeira vez na guerra. É produzido com um laço único amarrado na parte inferior, com um som pouco mais alto que o tom médio.
Por volta do século XV, o tamanho do instrumento aumentou adquirindo uma forma cilíndrica. Este tornou-se popular com as tropas de mercenários suíços, devido o uso dos tambores no exército turco-otomano.
No século XVII, ocorreu uma mudança, iniciou-se o uso de parafusos para prender as peles, dando um som mais brilhante que o chocalho do laço. Sua forma manteve constante até o século XX, quando passou a ser feita de metal ou acrílico.

## Composição do instrumento
Um tambor bimembranofone percutido formado por:
- Corpo cilíndrico de uma pequena seção, chamado caixa rasa com 10 cm a 15 cm de altura,feito em madeira, metal ou acrílico;
- Duas peles normalmente sintéticas, uma "pele percutida" e uma "pele resposta", de alta sensibilidade a batida, fixadas e tensionadas por meio de aros metálicos nas extremidades do corpo cilíndrico;
- Jogo de esteiras de metal formada por pequenas molas de arame, colocada em contato com a pele inferior, que vibra e dobra o som devido a ressonância produzida quando a pele superior é percutida, produzindo um som repicado, característico das marchas militares;
- Dois aros metálicos que são fixados nas canoas e nas extremidades do corpo cilíndrico;
- Parafusos que fixam os aros metálicos nas canoas (presas ao redor do corpo cilíndrico), que são responsáveis por afinação tensionando as peles.

## Estilos musicais

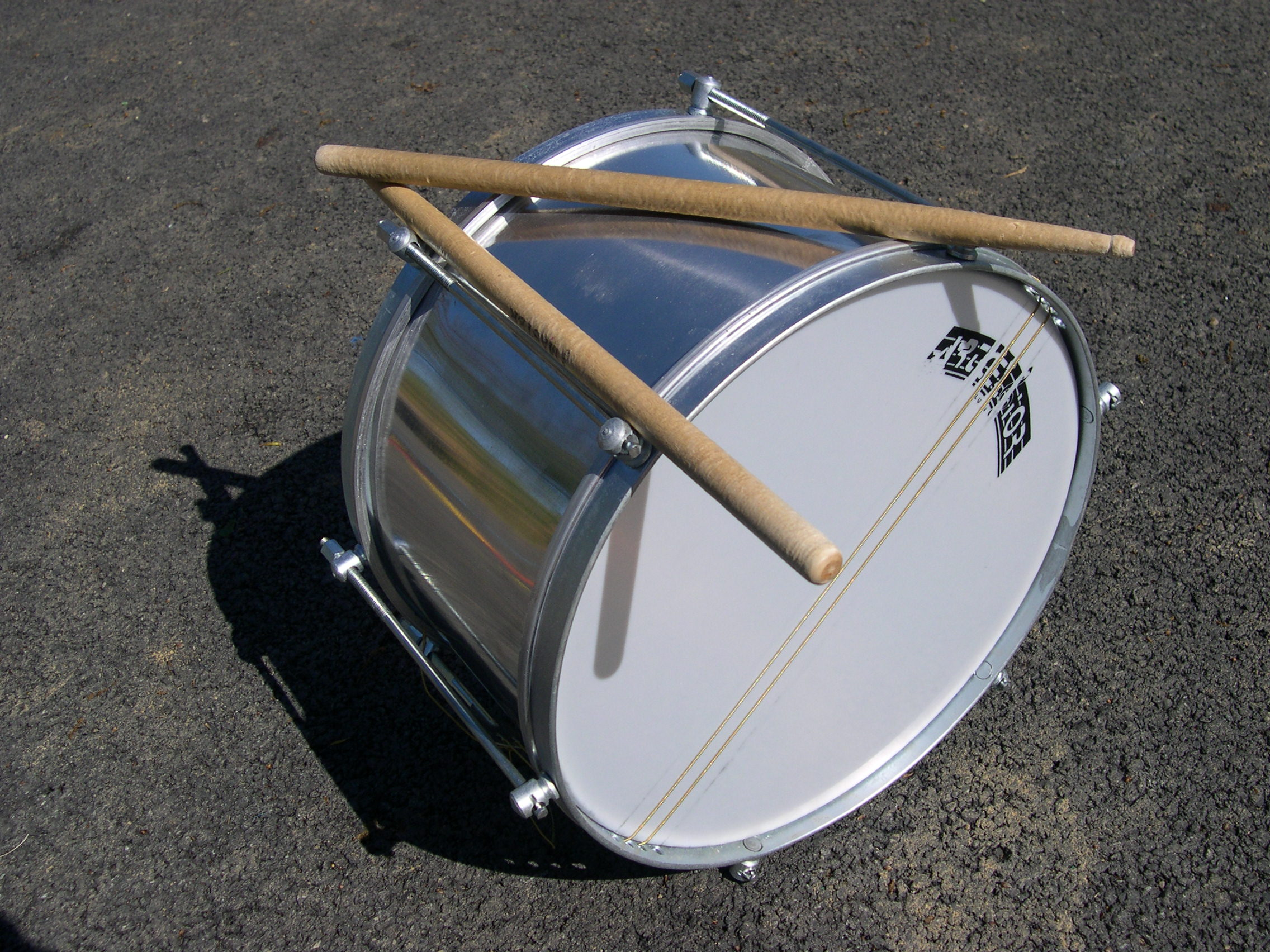
Uma caixa de samba

A caixa teve a sua origem na Europa do século XV, onde a sua utilização básica surgiu com a marcação do ritmo das marchas militares.
Atualmente seu uso se estendeu a praticamente todos os estilos musicais ocidentais, tornando-se um instrumento percussivo fundamental, sendo elemento essencial na bateria, onde é usada geralmente na marcação dos contratempos ou na execução de células rítmicas, ou exercícios musicais mais complexos. Com uso frequente no rock, pop e no jazz, sendo também presença habitual nas seções de percussão das orquestras.
O uso de estilos afro-brasileiros tem suas raízes nos desfiles militares portugueses, desempenhando seu papel principal nas marchas, batucadas, e outros estilos do carnaval, apesar de ser também incluída em diversas outras formas de música.
As caixas integram a bateria de escolas de samba.

## Execução

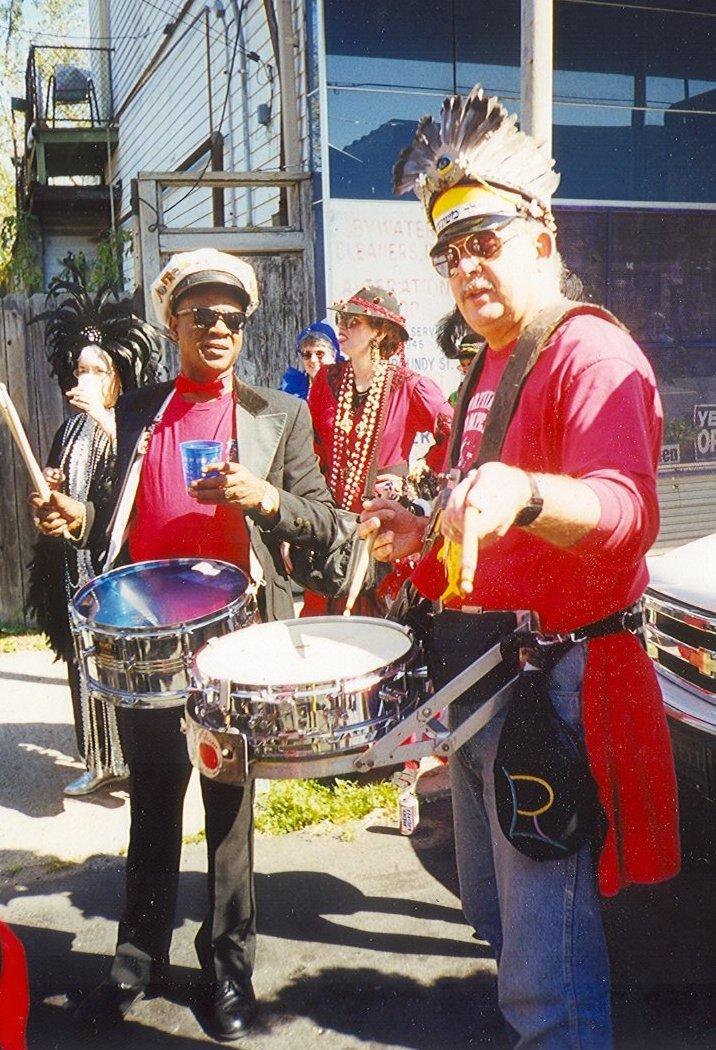
Músicos da Storyville Stompers Brass Band tocando caixas.

O percussionista executa a caixa com auxílio de duas baquetas, geralmente de madeira ou com pequenas escovas, designadas por vassourinhas.
Nas bandas de marchas ou desfiles, é hábito apoiar a caixa ao ombro ou à cintura do percussionista com um talabarte (alça). Quando utilizada na bateria, é montada sobre um pedestal, geralmente, em forma de tripé.

## Sons

### Com esteira
O músico pode produzir vários tipos de sons. Com as esteiras encostadas à pele inferior o som é repicado e brilhante, como neste exemplo: 

### Sem esteira
Quando a esteira é solta pela alavanca, o som é brilhante (ressonante) mas sem a presença dos repiques (ainda sem exemplo disponível).

### Tocar no aro
O músico pode bater no aro metálico que fixa a pele, produzindo um som seco e metálico:

### Abafando
É também possível utilizar um abafador que elimina totalmente a ressonância da pele inferior, tornando o som seco e curto.

### Vassourinhas
O som produzido muda drasticamente quando a caixa é tocada com o auxílio de vassourinhas. Neste caso os sons são mais suaves e o músico pode também raspar a pele produzindo um som de fricção. Este tipo de execução é muito comum no jazz (ainda sem exemplo disponível).